# Snowboard aux Jeux olympiques de 2018 – Slopestyle femmes
Navigation
Sotchi 2014 Pékin 2022
Le slopestyle féminin des Jeux olympiques d'hiver de 2018 a lieu du 11 février 2018 au 12 février 2018. C'est la deuxième apparition de cette épreuve aux Jeux olympiques d'hiver.

## Médaillés
| Or                          | Argent                 | Bronze                    |
| Jamie Anderson (États-Unis) | Laurie Blouin (Canada) | Enni Rukajärvi (Finlande) |

## Résultats
| Rang                                | Dossard | Athlète              | Nationalité      | 1er Passage | 2e Passage | Meilleur |
| ----------------------------------- | ------- | -------------------- | ---------------- | ----------- | ---------- | -------- |
| Médaille d'or, Jeux olympiques      | 26      | Jamie Anderson       | États-Unis       | 83,00       | 34,56      | 83,00    |
| Médaille d'argent, Jeux olympiques  | 20      | Laurie Blouin        | Canada           | 49,16       | 76,33      | 76,33    |
| Médaille de bronze, Jeux olympiques | 22      | Enni Rukajärvi       | Finlande         | 45,85       | 75,38      | 75,38    |
| 4                                   | 15      | Silje Norendal       | Norvège          | 73,91       | 47,66      | 73,91    |
| 5                                   | 9       | Jessika Jenson       | États-Unis       | 72,76       | 41,11      | 72,76    |
| 6                                   | 19      | Hailey Langland      | États-Unis       | 41,26       | 71,80      | 71,80    |
| 7                                   | 11      | Sina Candrian        | Suisse           | 66,35       | 39,80      | 66,35    |
| 8                                   | 8       | Sofya Fyodorova      | Russie (OAR)     | 27,53       | 65,73      | 65,73    |
| 9                                   | 13      | Yuka Fujimori        | Japon            | 63,73       | 48,51      | 63,73    |
| 10                                  | 10      | Elena Könz           | Suisse           | 17,28       | 59,00      | 59,00    |
| 11                                  | 25      | Julia Marino         | États-Unis       | 55,85       | 41,05      | 55,85    |
| 12                                  | 5       | Asami Hirono         | Japon            | 49,80       | 27,26      | 49,80    |
| 13                                  | 21      | Zoi Sadowski-Synnott | Nouvelle-Zélande | 26,70       | 48,38      | 48,38    |
| 14                                  | 16      | Reira Iwabuchi       | Japon            | 48,33       | 31,06      | 48,33    |
| 15                                  | 24      | Anna Gasser          | Autriche         | 42,05       | 46,56      | 46,56    |
| 16                                  | 1       | Šárka Pančochová     | Tchéquie         | 43,46       | 39,18      | 43,46    |
| 17                                  | 14      | Aimee Fuller         | Grande-Bretagne  | 34,63       | 41,43      | 41,43    |
| 18                                  | 12      | Isabel Derungs       | Suisse           | 39,66       | 31,98      | 39,66    |
| 19                                  | 18      | Miyabi Onitsuka      | Japon            | 33,25       | 31,98      | 33,25    |
| 20                                  | 4       | Carla Somaini        | Suisse           | 36,71       | 23,08      | 36,71    |
| 21                                  | 17      | Brooke Voigt         | Canada           | 24,36       | 36,61      | 36,61    |
| 22                                  | 23      | Spencer O'Brien      | Canada           | 26,43       | 36,45      | 36,45    |
| 23                                  | 7       | Cheryl Maas          | Pays-Bas         | 31,71       | 35,30      | 35,30    |
| 24                                  | 3       | Klaudia Medlová      | Slovaquie        | 26,16       | 34,00      | 34,00    |
| 25                                  | 2       | Lucile Lefevre       | France           | 28,35       | 17,31      | 28,35    |
| 26                                  | 6       | Silvia Mittermueller | Allemagne        | 1,00        | DNS        | 1,00     |